# Zygiella keyserlingi
Zygiella keyserlingi là một loài nhện trong họ Araneidae.
Loài này thuộc chi Zygiella. Zygiella keyserlingi được miêu tả năm 1871 bởi Ausserer.